# Gerald Weinkopf
Gerald „Gerry“ Weinkopf (* 29. Dezember 1925 in Mährisch Ostrau; † 30. November 1992) war Musiker (Tenorsaxophonist, Flötist, Komponist und Arrangeur) und Fernsehjournalist. Ursprünglich Jazzmusiker gehörte er neben Franz Bummerl zu den wichtigsten Personen in der Gründerzeit der „Egerländer Musikanten“ um Ernst Mosch.

## Leben
Gerald Weinkopf spielte als Jugendlicher bereits Akkordeon und machte sich später mit vielen Musikinstrumenten vertraut. Unter anderem spielte er Bratsche, Tenorhorn, Tuba und Geige.
Während des Zweiten Weltkrieges gründete er seine eigene Tanzkapelle, in der er zunächst Altsaxophon, ab 1947 Tenorsaxophon blies. Nach dem Krieg spielte er vorwiegend Jazz in amerikanischen Clubs, bis er 1954 als 1. Tenorsaxophonist zu Erwin Lehn und seinem Südfunk-Tanzorchester kam, wo er bis 1962 blieb. Er spielte auch im Sextett von Horst Jankowski, 1958 mit John Lewis und 1959 mit Wolfgang Lauth (Spielfilm „Praeludium in Jazz“). 1960 trat er beim Deutschen Jazzfestival auf. Von Weinkopf, der seit Jahren bei den Umfragen der Fachblätter als Flötist und Saxophonist zu den besten Jazzmusikern gehörte (so war er Teil der German All Stars 1958), war bekannt, dass er gute Jazz-Arrangements schrieb.
Von seiner alten, jedoch heimlichen Liebe zur Blasmusik wusste man nichts, obwohl Gerald Weinkopf schon mit 14 Jahren für die Blaskapelle seiner Heimat komponierte. Spontan schrieb er für Ernst Mosch und seine neu gegründeten „Egerländer Musikanten“ einige Bearbeitungen. Daraus wurde für ihn eine Lebensaufgabe. Von 1956 bis zu seinem Tod 1992 war Gerald Weinkopf als Arrangeur und Texter für die „Egerländer Musikanten“ tätig. Er prägte ihren Klang und Erfolg maßgeblich. Unter seinem Pseudonym Bruno Zwinger schrieb er unter anderem die Texte für die Titel „Bis bald auf Wiedersehn“, „Sterne der Heimat“ und „Wir sind Kinder von der Eger“. Auch der Text zum Erfolgswalzer „Mondschein an der Eger“ stammt aus seiner Feder.
Weinkopf war seit 1962 beim Süddeutschen Rundfunk (Südfunk-Fernsehen) hauptberuflich als „Musikreferent“ tätig. Als solcher verantwortete er in den Sechzigerjahren zahlreiche klassische Fernsehmusiksendungen, z. B. Konzerte mit Maurice André oder dem Stuttgarter Kammerorchester unter Karl Münchinger. Herausragende Kirchenkonzerte und auch die Reihe „Bei der Arbeit beobachtet“ (das waren Sendungen, in denen berühmte Dirigenten bei der Erarbeitung von Orchesterwerken mit Orchestern beobachtet wurden) kamen unter seiner Verantwortung zustande. In der SDR-eigenen Zeitschrift „Südfunk“ (August-Ausgabe 1968) schildert der Journalist Hans-Dieter Musch, damals als Pressereferent des Senders tätig, ausführlich die Haltung Weinkopfs zum Playback und zur klassischen Musik.